# 鮑氏腹瓢蝦虎
鮑氏腹瓢蝦虎（学名：Pleurosicya boldinghi）为鰕虎科腹瓢鰕虎魚屬下的一个种。